# Scottdale (Pennsilvània)
Scottdale és una població dels Estats Units a l'estat de Pennsilvània. Segons el cens del 2000 tenia 4.772 habitants.

## Demografia
Segons el cens del 2000, Scottdale tenia 4.772 habitants, 2.034 habitatges, i 1.309 famílies. La densitat de població era de 1.574,8 habitants/km².
Dels 2.034 habitatges en un 26,2% hi vivien nens de menys de 18 anys, en un 51,3% hi vivien parelles casades, en un 10,3% dones solteres, i en un 35,6% no eren unitats familiars. En el 32,7% dels habitatges hi vivien persones soles el 17,9% de les quals corresponia a persones de 65 anys o més que vivien soles. El nombre mitjà de persones vivint en cada habitatge era de 2,31 i el nombre mitjà de persones que vivien en cada família era de 2,94.
Per edats la població es repartia de la següent manera: un 21,2% tenia menys de 18 anys, un 7,1% entre 18 i 24, un 26,5% entre 25 i 44, un 24,4% de 45 a 60 i un 20,8% 65 anys o més.
L'edat mediana era de 42 anys. Per cada 100 dones de 18 o més anys hi havia 84,2 homes.
La renda mediana per habitatge era de 32.000$ i la renda mediana per família de 41.114$. Els homes tenien una renda mediana de 31.843$ mentre que les dones 22.143$. La renda per capita de la població era de 17.994$. Entorn del 5,2% de les famílies i el 8,3% de la població estaven per davall del llindar de pobresa.

## Poblacions més properes
El següent diagrama mostra les poblacions més properes.